# 蓝线石
蓝线石（Dumortierite，名字源自法国古生物学家Eugene Dumortier）是一种硅酸盐矿物，具有漂亮的颜色和较高的硬度。块状蓝线石常被琢磨成弧面形，珠形或雕件，它与青金石、方钠石等宝石具有相似的外观。
蓝线石可见青蓝色至绿蓝色、褐色、粉红色，紫色等，在透射光下可见无色、黄绿色至紫色。
蓝线石作为一种稀有宝石，受到重视主要是因为巴西产的蓝线石水晶，及中国产的蓝钉石和蓝星石，前者是一种寿山石，后者是一种青田石。

## 产地
蓝线石产于铝质变质岩和伟晶气成岩中。其产地主要有美国和斯里兰卡。